# 下屆烏克蘭議會選舉
根據《烏克蘭憲法》 ，如果不提前舉行選舉，下屆烏克蘭議會選舉應在議會會期第五年的10月最後一個星期日舉行。但由於俄羅斯入侵烏克蘭，憲法禁止在戒嚴時期舉行選舉，令選舉舉行變得不確定。烏克蘭上一次議會選舉在2019年7月21日舉行。2023年8月17日，戒嚴令延長90天，至2023年11月15日，意味著選舉不會按原計劃在2023年10月29日舉行。如果舉行議會選舉，將是自1918年以來的第2次在戰爭條件下進行的。2023年11月，烏克蘭議會所有政黨簽署備忘錄，同意延後舉行選舉直到戒嚴結束後。

## 背景
2019年烏克蘭議會選舉提早約3個月，在2019年7月舉行，第一次會議在2019年8月29日舉行。
根據《烏克蘭憲法》第77條，議會的定期選舉應在議會會期第五年的10月最後一個星期日舉行。 因此，下屆議會定期選舉應在2023年10月29日舉行。
《烏克蘭戒嚴法》不允許在戒嚴狀態生效期間舉行選舉。在2000年通過的《烏克蘭戒嚴法》第19條和在2015年通過的修正版本均有同樣的條款。針對俄羅斯入侵烏克蘭，烏克蘭自2022年2月24日起實施戒嚴令。根據《烏克蘭憲法》第83條，如果議會的五年會期在戒嚴令生效期間結束，會期將延長至戒嚴令取消後選出新一屆議會並舉行第一次會議為止。
2021年，有傳言指，烏克蘭總統澤倫斯基將建議在2021年提前舉行選舉。2023年6月22日，澤倫斯基宣佈，由於軍事管制仍在繼續，選舉將不會如期在2023年舉行，只會在戰爭和軍事管制結束後，預計2024年舉行。
2023年8月17日，戒嚴令延長90天，至2023年11月15日，意味著選舉不會按原計劃在2023年10月29日舉行。2023年11月，烏克蘭議會的所有政黨簽署了一份文件，達成一致同意推遲舉行任何全國性選舉，直至戒嚴結束。

## 選舉制度
2020年1月1日，《烏克蘭選舉法》修訂案生效，所有議席由比例代表制選出，政黨得到5%選票，即可進入議會。新選舉法廢除自2012年議會選舉以來使用的單議席單票制，舊制度下，議會450個席位通過兩種方式選舉產生，包括225席比例代表制和225席單議席單票制。
2020年2月4日，議會以236票一讀通過法案，將議員人數從450人減少到300人。為此《烏克蘭憲法》需要修改，仍有待烏克蘭憲法法院審批。

## 政黨
下表列出目前在議會中擁有席住的政黨。
| 政黨 | 政黨             | 領袖                           | 議會領袖                            | 意识形态     | 立場     | 席位               | 席位      |
| 政黨 | 政黨             | 領袖                           | 議會領袖                            | 意识形态     | 立場     | 2019年議會選舉結果 | 現時      |
| ---- | ---------------- | ------------------------------ | ----------------------------------- | ------------ | -------- | ------------------ | --------- |
|      | 人民公仆         | 歐琳娜·舒里亞克                | 大衛·布勞恩                         | 中間主義     | 中間     | 254 / 450          | 236 / 450 |
|      | 全烏克蘭祖國聯盟 | 尤莉娅·弗拉基米罗芙娜·季莫申科 | 尤莉娅·弗拉基米罗芙娜·季莫申科      | 保守主义     | 中間偏右 | 26 / 450           | 24 / 450  |
|      | 欧洲团结         | 彼得·波罗申科                  | 伊瑞娜·赫拉什琴科·阿图尔·赫拉西莫夫 | 自由保守主義 | 中間偏右 | 25 / 450           | 27 / 450  |
|      | 烏克蘭選民之聲黨 | 基拉·鲁季克                    | 亞歷山大·烏斯蒂諾夫                 | 自由主义     | 中間偏右 | 20 / 450           | 20 / 450  |
|      | 为了未来         | 伊戈爾·帕利齊亞                | 塔拉斯·巴堅科                       | 民粹主義     | 中間偏右 | 不存在             | 17 / 450  |
|      | 多维拉           | 奧琳娜·基維茨                  | 奧列格·庫利尼奇                     | 地区主义     | 中間     | 不存在             | 18 / 450  |
|      | 生活與和平平台   | 尤里·博伊科                    | 尤里·博伊科                         | 民主主義     | 中間     | 不存在             | 22 / 450  |
|      | 恢复乌克兰       | 马克西姆·埃菲莫夫              | 马克西姆·埃菲莫夫                   |              |          | 不存在             | 17 / 450  |

### 曾經擁有席位的政黨
| 政黨 | 政黨                | 領袖        | 议会领袖    | 意识形态 | 立場 | 席位               | 席位 |
| 政黨 | 政黨                | 領袖        | 议会领袖    | 意识形态 | 立場 | 2019年議會選舉結果 | 現時 |
| ---- | ------------------- | ----------- | ----------- | -------- | ---- | ------------------ | ---- |
|      | 反对派平台—为了生活 | 尤里·博伊科 | 尤里·博伊科 | 親俄     | 中間 | 43 / 450           | 取締 |

### 遭取締的政黨
烏克蘭於2022年2月24日宣佈戒嚴；2022年3月15日，議會取消反對黨議員伊利亚·基瓦的職權，该议员已叛逃俄罗斯。
2022年3月20日，烏克蘭國家安全和國防委員會暫停幾個政黨的活動。
- 反对派平台—为了生活
- Derzhava
- 左翼反對派
- 納斯
- 反對集團
- Shariy
- 烏克蘭進步社會黨
- 乌克兰社会党
- 社會主義者
- 左翼聯盟
- 弗拉基米爾·薩爾多集團

## 另見
- 2019年烏克蘭議會選舉
- 下屆烏克蘭總統選舉

## 外部鏈接
- 烏克蘭中央選舉委員會 （页面存档备份，存于）